# Nicholas Mukomberanwa
Nicholas Mukomberanwa fue un escultor zimbabués, nacido el año 1940 en el distrito de Buhera y fallecido el 20 de noviembre de 2002 en Harare.

## Vida y obras
Mukomberanwa nació en el distrito de Buhera y pasó su infancia en un ambiente rural. Estaba interesado en el arte desde una temprana edad, se inició en el arte de la talla de madera, mientras asistía como estudiante en la Escuela Misión Sermia. Allí, también, se encontró con una mezcla de iconografía tradicional cristiana y piezas tribales africanas.
Mukomberanwa se trasladó a Harare, cuando contaba veinte años, para trabajar como oficial de policía y habiendo dejado a un lado su formación artística. En 1962 conoció a Frank McEwen, entonces director de la Galería Nacional de Zimbabue, quien le animó a retomar la producción artística. McEwen proveyó de materiales y capacitación en un taller en el sótano de la Galería, y pronto Mukomberanwa fue haciendo esculturas en su tiempo libre. Finalmente, en una decisión arriesgada, decidió dejar su carrera con la policía para convertirse en escultor a tiempo completo. La decisión fue acertada, y por la década de 1970 su trabajo se estaba mostrando en importantes exposiciones en París, Nueva York y Londres. Mukomberanwa continuó mejorando su técnica durante la década siguiente, desarrolló uno de los estilos personales más característicos que se puedan encontrar en su generación de escultores de piedra de Zimbabue.
En la década de 1990, la reputación de Mukomberanwa se vio reforzada por varias exposiciones individuales en Londres y Nueva York. Más adelante en su carrera, redujo su producción artística para disfrutar de la agricultura y la ganadería en una amplia extensión que poseía. Redujo la producción de esculturas, adquiriendo un aspecto mucho más personal y ralentizó el ritmo de vida considerablemente.
Las obras de Nicholas Mukomberanwa se encuentran en las colecciones del Museo de Arte Moderno de Nueva York y el Museo del Hombre en Londres, así como en la Galería Nacional de Zimbabue. Murió repentinamente en 2002.
Varios de los hijos de Nicholas Mukomberanwa se convirtieron en escultores, entre ellos sus hijos Anderson, Lawrence y Taguma,  y sus hijas  Netsai y Ennica. También era el tío y maestro de Nesbert Mukomberanwa y mentor del escultor afroamericano M. Scott Johnson.

## Obras
Las esculturas de Mukomberanwa son frecuentemente descritas como formas tomadas de la naturaleza, animales y aves, la mayoría muy pulidas, aunque en algunos casos existen grandes diferencias entre partes pulidas y otras de gran rugosidad. Ha trabajado principalmente en piedra, con materiales locales como la serpentina. Estilísticamente, sus obras fueron de naturaleza similar a las esculturas de los Shona, de quien deriva algunas de sus ideas estilísticas.